# Церква Святої Катерини (Лук'янівське кладовище)
Це́рква Св. Катерини — православний храм у Києві на території Лук'янівського цвинтаря, споруджений 1911 року та знищений у 1970-х роках.

## З історії
Ще 1887 року на кладовищі було збудовано невеличку капличку, яка, втім, була замалою і не могла задовольнити існуючі потреби. Тому 1910 року полковник Іван Мирович запропонував власним коштом (він виділив 750 рублів) переобладнати капличку на церкву за умови, що храм буде освячено в пам'ять Святої Катерини, на честь якої було названо його покійну дружину. У грудні 1910 року рішення про це було прийняте, а вже 18 квітня 1911 року церкву було освячено. Це була одновівтарна церква з дерев'яною триярусною дзвіницею. 1913 року у храмі сталася пожежа. На час відновлювальних робіт богослужіння проводилося у склепі-каплиці родини Сольських, яка пізніше стала діючим храмом кладовища.

Нова Катерининська церква

1974 року (за іншими даними — 1972 року) церкву було знищено, а на цьому місці влаштовано символічний воїнський меморіал. 
Нині побудована нова церква, ведуться роботи по її облаштуванню.